# واکنشگر لوکاس

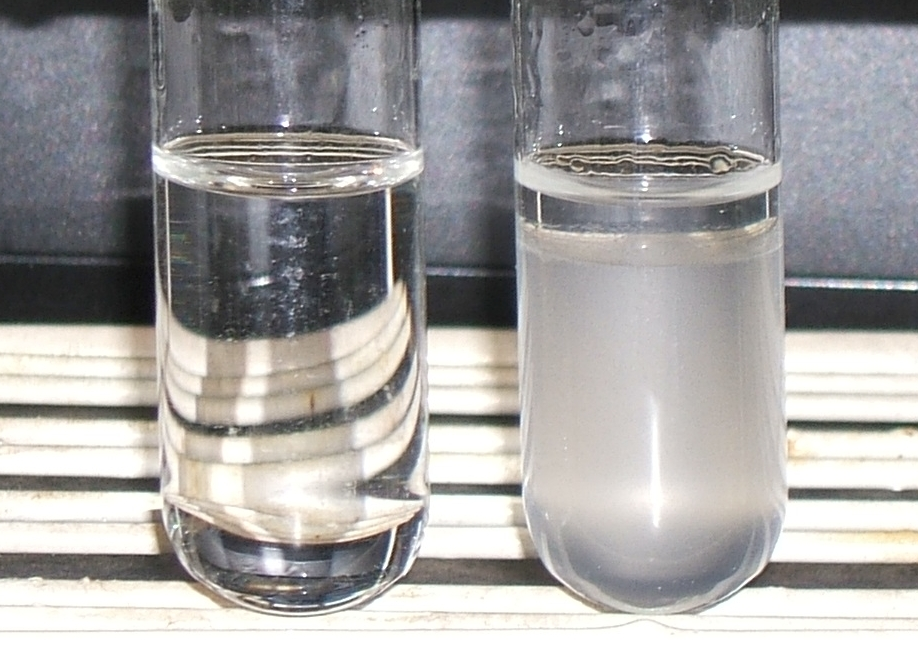
آزمون لوکاس: منفی (چپ) با اتانول و مثبت با تی-بوتانول

واکنشگر لوکاس(به انگلیسی: Lucas' reagent) محلولی از روی کلرید بی آب در هیدروکلریک اسید است. این محلول برای طبقه‌بندی الکل‌های دارای وزن مولکولی کم استفاده می‌شود. واکنش بین این محلول و الکل‌ها از نوع جانشینی است که در آن کلرید جایگزین یک گروه هیدروکسیل می‌شود. نتیجه مثبت آزمایش با تغییر حالت محلول از شفاف و بی‌رنگ به کدر مشخص می‌شود که نشان دهنده تشکیل یک کلروآلکان است. همچنین، بهترین نتایج برای این آزمون در الکل‌های نوع سوم مشاهده می‌شود، زیرا به دلیل پایداری بالاتر کربوکاتیون نوع سوم حدواسط، سریعتر آلکیل هالیدهای مربوط را تشکیل می‌دهند. در نتیجه هر قدر الکل مد نظر از درجه بالاتر باشد، آزمون لوکاس برای آن محلول کدرتری را می‌دهد. این آزمون در سال ۱۹۳۰ گزارش شد و به یک روش استاندارد در شیمی آلی کیفی مبدل گشت. آزمون لوکاس پس از در دسترس قرارگرفتن روش‌های مختلف طیف‌سنجی و کروماتوگرافی، تا حدودی منسوخ شده‌است. این روش به افتخار هوارد لوکاس (۱۸۸۵–۱۹۶۳) نامگذاری شده‌است.

## آزمون لوکاس
آزمون لوکاس در الکل‌ها، آزمایشی برای تمایز بین الکل‌های نوع اول، دوم و سوم است. این امر بر اساس تفاوت واکنش سه دسته الکل با هیدروژن هالید از طریق واکنش SN۱ است:
ROH + HCl → RCl + H۲O
واکنش‌پذیری متفاوت بیانگر سهولت تفاوت در شکل‌گیری کربوهیدرات‌های مربوط است. کربوکاتیون‌های نوع سوم بسیار پایدارتر از کربوکاتیون‌های نوع دوم هستند، و کربوکاتیون‌های نوع اول کمترین پایداری را دارند (به دلیل فوق‌مزدوج شدن).
مخلوط هم‌مولار از ZnCl۲ و هیدروکلریک اسید نقش معرف را ایفا می‌کنند. الکل پروتون‌دهی شده و گروه H۲O ترک کننده تشکیل می‌شود. این فرایند یک کربوکاتیون ایجاد می‌کند، و هسته دوست −Cl (که بیش از حد وجود دارد) به راحتی به کربوکاتیون حمله می‌کند و کلروآلکان(آلکیل هالید) تشکیل می‌دهد. الکل‌های نوع سوم بلافاصله با واکنشگر لوکاس واکنش نشان می‌دهند که نشانه آن ایجاد کدورت است، و دلیل آن حلالیت کم کلرید آلی در مخلوط آبی می‌باشد. الکل‌های نوع دوم ظرف پنج دقیقه یا بیشتر واکنش نشان می‌دهند (بستگی به حلالیت آن‌ها دارد). الکل‌های اولیه با واکنشگر لوکاس در دمای اتاق واکنش قابل توجهی ندارند. از این رو، زمان لازم برای پدیدار شدن کدورت، نشان دهنده واکنش‌پذیری هر دسته از الکل‌ها است و از این اختلاف زمان برای تمایز بین سه گروه الکل استفاده می‌شود:
- هیچ واکنش قابل مشاهده ای در دمای اتاق وجود ندارد و فقط در اثر حرارت دادن یک لایه روغنی ایجاد می‌شود: الکل نوع اول است، مانند ۱-پنتانول
- محلول در عرض ۳–۵ دقیقه لایه روغنی ایجاد می‌کند: الکل نوع دوم است، مانند ۲-پنتانول
- محلول بلافاصله یک لایه روغنی تشکیل می‌دهد: الکل نوع سوم است، مانند ۲-متیل-۲-بوتانول